# Cape Chidley Islands
Cape Chidley Islands är två öar i Kanada.   De ligger i territoriet Nunavut, i den östra delen av landet, 1 800 km nordost om huvudstaden Ottawa. Öarna heter Pert Island och Cabot Island.
Trakten runt Cape Chidley Islands består i huvudsak av gräsmarker.